# ズアオホオジロ

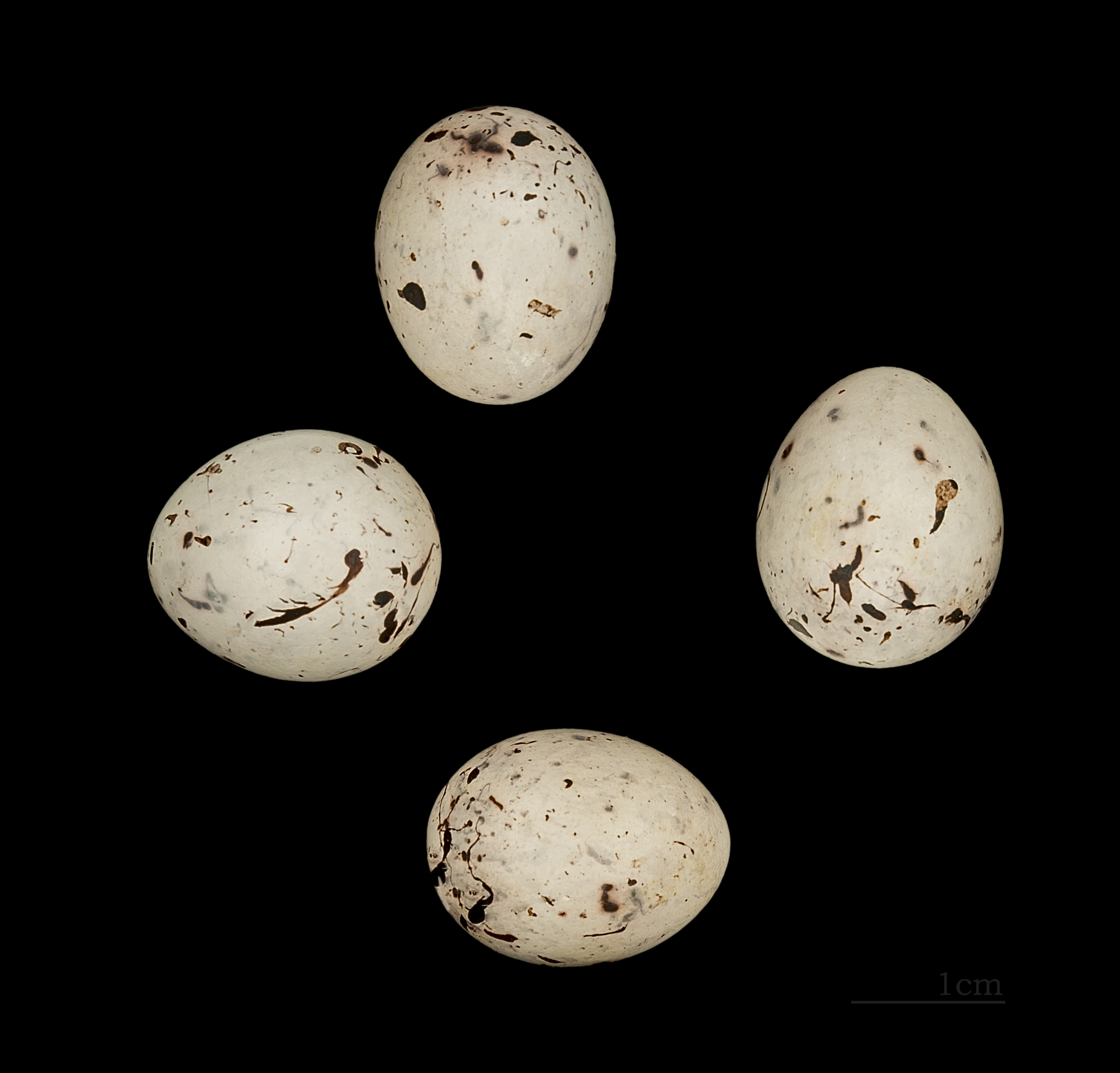
Emberiza Hortulano

ズアオホオジロ（学名：Emberiza hortulana）は、スズメ目ホオジロ属の小型の鳴禽。
- 旧北区、エチオピア区に生息する。
- 日本では、迷鳥。